# Vengo anch'io. No, tu no (brano musicale)
Vengo anch'io. No, tu no è una canzone scritta da Fiorenzo Fiorentini, Dario Fo e Enzo Jannacci, pubblicata per la prima volta, nel dicembre del 1967, nel 45 giri Vengo anch'io. No, tu no/Giovanni, telegrafista.

## Il brano
Il protagonista del brano viene respinto a priori da ogni evento, anche se solo ipotizzato. Nonostante il tono apparentemente umoristico, la tematica di fondo è più complessa e allude a persone che vivono ai margini della società, agli esclusi. Da questa canzone Jannacci, già abbastanza noto ma non ancora esploso, comincerà ad essere conosciuto dal grande pubblico. Successivamente per non essere ricordato solo per questa canzone si rifiuterà per anni di cantarla dal vivo.

## Cover
- Nel 1968 Rudy Rickson incide una cover del brano (GR, GR 6101).
- Nel 1968 Buddy con il complesso di Tony and Tony incide la cover del brano (KappaO, ES 20161).
- Nel 1970 l'Orchestra Marco Antony incide un singolo con la cover del brano (Fonola Dischi, N.P. 1812), per l'album Marco Antony e la sua Orchestra (Melody, L.P. 85).
- Nel 1970 Torrebruno canta in spagnolo Voy contigo? No, tú no
- Nel 1993 Batisto Coco incide una cover in versione salsa dal titolo Vengo anch'io per l'album Batisto Coco (DSB, DSBL 171).